# Jean le Long
Jean le Long d'Ypres, ou Jean de Long dit, Johannes Longus, Yperius, Iperius (vers 1315-1383), est un moine bénédictin français célèbre pour ses traductions du latin vers le français, notamment de récits de voyages en Extrême-Orient.

## Biographie
Né à Ypres, près de Saint-Omer, déjà moine en 1334, il entre vers 1340 à l'abbaye bénédictine de Saint-Bertin à Saint-Omer. Il étudie ensuite le droit à Paris et revient dans son abbaye. 
Étant entre 1362 et 1370 à Avignon où réside la papauté, il est nommé abbé de Saint-Bertin en 1366. De retour dans le Nord, il se consacre à l'administration de l'abbaye jusqu'à son décès en 1383.
Il a écrit la Chronique de Saint-Bertin, qui relate les faits de 54 abbés et les événements marquants de 590 à 1294, ainsi qu'une Vie de Saint Erkembode.

## Relations de voyageurs
Il a traduit du latin en français des récits de voyageurs du XIIIe siècle vers l’Orient : 
- Odoric de Pordenone, franciscain, Relation du Frère Odoric de Frioul (Itinerarium de mirabilibus orientalium Tartarorum), écrit en 1329-1330 et relatant son voyage jusqu'à la Chine (en ligne).
- Hayton l’historien, arménien, La fleur des estoires d'Orient (traduction de la version latine de Niccolò Falconi), écrit en 1307 (en ligne).
- Riccoldo da Monte di Croce, dominicain, Relation de voyage du Frère Ricold (Liber peregrinationis), écrit en 1309, voyage en Orient dans la seconde moitié du XIIIe siècle (en ligne).
- Guillaume de Boldensele, dominicain, L'estat de la Terre sainte et aussi en partie de la terre de Egipte (Liber de quibusdam ultramarinis partibus et praecipue de Terra sancta).
- L'estat et gouvernance du grant kaan de Cathay, souverain empereur des Tartres (De statu, conditione ac regimine magni Canis), rapport sur l'empire mongol en Chine et les missions franciscaines qui y sont implantées, rédigé entre 1316 et 1334, attribué à l'archevêque de Sultaniyeh[2] (en ligne).
- Empereur de Chine, Lettres du Grand Khan au Souverain Pontife, remises par son ambassade de 1338 au pape Benoît XII (en ligne).

### Édition ancienne
- Lhystore merveilleuse plaisante et recreative du grand empereur de tartarie, seigneur des tartares, nommé le Grand Can. Paris 1529.

### Éditions récentes
- De Backer, Louis, L'Extrême Orient au Moyen Âge d'après les manuscrits d'un flamand de Belgique moine de Saint-Bertin à Saint-Omer et d'un prince d'Arménie moine de Prémontré à Poitiers, Paris, Leroux, 1877 (en ligne).
- M. E. Jacquet, Le livre du Grant Caan, extrait d’un manuscrit de la Bibliothèque du Roi, in: Nouveau Journal Asiatique, 1830, vol. 6, pp. 57-72

### Études
- Tyl-Labory, Gillette, « Jean Le Long », Dictionnaire des lettres françaises: le Moyen Âge, éd. Geneviève Hasenohr et Michel Zink, Paris, Fayard, 1992, p. 805-806. Réimpr.: 1994.